# Resolució 2148 del Consell de Seguretat de les Nacions Unides
La Resolució 2148 del Consell de Seguretat de les Nacions Unides, fou adoptada per unanimitat el 3 d'abril de 2014. El Consell, a proposta d'un informe del Secretari General, acorda revisar les prioritats revisades de la Operació Híbrida de la Unió Africana i les Nacions Unides al Darfur (UNAMID) que operen a la regió sudanesa del Darfur.

## Contingut
En 2013 van augmentar l'escalada del conflicte del Darfur amb nous combats entre l'exèrcit del govern i els grups rebels. També hi havia unitats paramilitars i milícies tribals. El nombre de refugiats i la necessitat d'ajuda humanitària havien augmentat considerablement. Els treballadors humanitaris podien arribar a la majoria de la població, però a les zones on hi havia lluita el govern sudanès els va denega. Hi havia preocupació pels informes que descartaven la violència al Darfur des de febrer de 2014.
Es va convocar les parts per implementar el document de la pau de Doha sobre Darfur a partir de 2011 com a base del procés de pau. No obstant això, encara no hi havia acord polític entre el govern i els rebels i la implementació va cessar, cosa que també va suposar problemes per a la UNAMID. A més, diversos contingents de la missió van tenir greus mancances en la capacitat i hi havia necessitat d'una millor coordinació i integració, fins i tot amb l'equip de les Nacions Unides al país. La cooperació del govern sudanès també va seguir sent minsa malgrat les millores.
Per tractar aquests problemes, el Secretari General va elaborar un informe amb recomanacions. Les prioritats estratègiques de la UNAMID es van revisar de la manera següent:
- La protecció de la població,
- Assistència en el lliurament d'ajuda humanitària a i protecció dels serveis d'ajuda,
- La mediació entre el govern sudanès i els grups rebels que no havien signat el document de Doha,
- Mediació en el conflicte comunitari al Darfur; incloses mesures per abordar les causes.

El secretari general havia proposat, entre altres coses, que el component policial es reduís dràsticament per fer-lo més eficaç. Se li va demanar que continués desenvolupant els ajustos en el seu pròxim informe trimestral. També es va demanar als Estats membres que aportessin més helicòpters a la força de pau.